# Rhoptropus afer
Espèce
Synonymes
- Dactychylikion braconnieri Thominot, 1878
- Rhoptropus braconnieri (Thominot, 1878)

Rhoptropus afer est une espèce de geckos de la famille des Gekkonidae.

## Répartition
Cette espèce se rencontre dans le sud de l'Angola, au Botswana en Namibie.

## Description
Rhoptropus afer mesure jusqu'à 53 mm, queue non comprise. C'est un insectivore diurne terrestre.

## Taxinomie
Rhoptropus braconnieri a été placé en synonymie.

## Publication originale
- Peters, 1869 : Eine Mittheilung über neue Gattungen und Arten von Eidechsen. Monatsberichte der Königlich Preussischen Akademie der Wissenschaften zu Berlin, vol. 1869, p. 57-66 (texte intégral).